# الرابطة الوطنية للمدارس المستقلة
الرابطة الوطنية للمدارس المستقلة هي منظمة قائمة على العضوية ومقرها الولايات المتحدة للمدارس الخاصة غير الربحية من الروضة إلى المدارس الثانوية.
تأسست الرابطة الوطنية للمدارس المستقلة (NAIS) في عام 1963، وتمثل المدارس والرابطات المستقلة في الولايات المتحدة، بما في ذلك المدارس اليومية الداخلية والمدارس اليومية أو الداخلية، والمدارس الابتدائية والثانوية، ومدارس البنين والبنات والمدارس المختلطة. وكذلك فإن لدى الرابطة الوطنية للمدارس المستقلة (NAIS) أعضاءً منتسبين لها دوليًا.
مهمة الرابطة الوطنية للمدارس المستقلة (NAIS) هي أن تكون الصوت الوطني للمدارس المستقلة ومركز العمل الجماعي نيابة ًعن المدارس المستقلة.

## العضوية
اعتبارًا من العام الدراسي 2010-2011، مثلت الرابطة الوطنية للمدارس المستقلة (NAIS) ما يقارب 1400 عضو من المدارس والرابطات المستقلة في الولايات المتحدة، بحيث تخدم أكثر من 562000 طالبًا و121000 مدرسًا وإداريًا وموظفين آخرين.
ان العضوية في الرابطة الوطنية للمدارس المستقلة (NAIS) متاحة للمدارس المستقلة ما قبل الكلية، والتي تديرها منظمات غير ربحية. ولكي تصبح مدرسة ما عضوًا كامل العضوية في الرابطة الوطنية للمدارس المستقلة (NAIS)، يجب أن تعمل المدرسة لمدة خمس سنوات على الأقل ويجب أن تكون معتمدة من قبل منظمة اعتماد توافق عليها الرابطة الوطنية للمدارس المستقلة (NAIS).

## لجنة اعتماد الرابطة الوطنية للمدارس (NAIS) (2002-2018)

### خلفية
استجابة ًلطلبات العديد من منظمات الاعتماد على المستوى الإقليمي والوطني، تم إنشاء لجنة لاعتماد الرابطة الوطنية للمدارس المستقلة (NAIS) من قبل مجلس أمناء الرابطة في عام 2001, وتم عقد الاجتماع لأول مرة في عام 2002. وكان القصد من عمل اللجنة المكونة من 19 عضوًا هو ضمان جودة برامج اعتماد المدارس المستقلة.
كانت إحدى مسئوليات اللجنة الأساسية هي تطوير فهم الجمهور ومصداقية برامج الاعتماد الحكومية والإقليمية. بالإضافة إلى ذلك، فإن اللجنة قامت بـ:

- وضع معايير لممارسات فعالة لاعتماد المدارس المستقلة، والمعايير النموذجية، ونماذج سياسات وإجراءات الاعتماد الناجحة.
- المشاركة في البحث لإبلاغ ممارسات الاعتماد.

وقد اجتمعت اللجنة بصفة دورية، واسترشدت ببروتوكولات التشغيل المعمول بها. وكانت تتألف من أعضاء من ارتباطات الاعتماد الحكومية والإقليمية الذين كانوا أعضاءً في الرابطة الوطنية للمدارس المستقلة (NAIS) - وكذلك كانوا أعضاءً عموميين، وأعضاء مجلس الرابطة الوطنية للمدارس المستقلة (NAIS).

### التاريخ (من 2002 حتى 2018)
كانت الرابطات الأعضاء في اللجنة تقبل المساءلة فيما بينها من خلال عملية مشابهة لاعتماد المدارس المستقلة. وعلى مدار دورة مدتها 10 سنوات، أعدت الرابطات دراسة ذاتية توضح الامتثال لمعايير للممارسات الفعالة لاعتماد المدارس المستقلة. وقدمت المعايير قواسم مشتركة للرابطات الأعضاء من خلال تحديد أفضل الممارسات والسياسات والإجراءات. وبالإضافة إلى ذلك، استخدمت الرابطات المعايير الأساسية النموذجية - مجموعة من المعايير «المثالية» - في تقييم معاييرها الخاصة.
وكجزء من عملية «اعتماد المعتمدين»، استقبلت كل رابطة عضو زيارة من المفوضين الآخرين، وتلقت توصيات مكتوبة من اللجنة، وشاركت في أنشطة المتابعة المصممة لتحسين عملية الاعتماد الحكومية أو الإقليمية. كما هو الحال مع اعتماد المدارس، فإن ذلك قد حقق غرضين: التحسين المؤسسي وضمان الجودة. وبعد عدة سنوات من التخطيط لإنشاء منظمة دولية جديدة، تم حل لجنة اعتماد الرابطة الوطنية للمدارس المستقلة (NAIS) في عام 2018, وقد بدأت المنظمة الخليفة لها - المجلس الدولي لتطوير اعتماد المدارس المستقلة (ICAISA) - عمليات رسمية في عام 2018 باعتبارها منظمة مستقلة بموجب المادة 501 (ج) (3).

### معايير للممارسة الفعالة لاعتماد المدارس المستقلة
تقرر أن تمتثل كل رابطة عضو لما يلي:
1. أن تجعل رابطة الاعتماد المدارس مسؤولة عن مجموعة شاملة من المعايير المتعلقة بالبرنامج التعليمي وقضايا الصحة المؤسسية. 2. اعتراف رابطة الاعتماد بأن الاعتماد هو عملية مراجعة الأقران، ووضع السياسات والإجراءات التي تضمن الإنصاف والحيادية وتخلو من تعارض في المصالح – سواءً في المظهر أو الواقع. 
3.أن تتكون عملية الاعتماد من دورة مستمرة من الدراسة الذاتية من قِبل المدرسة، وزيارة وتقرير من قِبل فريق من الأقران المدربين، والعمل من قِبل الرابطة، والمتابعة من قبل المدرسة والرابطة. 4. أن تراقب رابطة الاعتماد مدى التزام المدرسة بالمعايير وتقدمها في تناول توصيات الدراسة الذاتية وتقرير الفريق الزائر، كما تلتمس رابطة الاعتماد تقارير من المدارس بصورة منتظمة حول التغيير المؤسسي الجوهري وتراجع حالة اعتماد المدرسة في ضوء تلك التغييرات. 
5. أن تكون عمليات صنع القرار والاستئناف المتعلقة بحالة الاعتماد في دورة الاعتماد واضحة ومفهومة، وأن تكون السياسات والإجراءات متاحة للمراجعة العامة. 6. أن تقدم رابطة الاعتماد تحضيرًا وتدريبًا رسميًا وشاملًا لجميع المشاركين في عملية الاعتماد، بما في ذلك رؤساء وأعضاء الفريق، ورؤساء المدارس، ومنسقي الدراسة الذاتية، ولجان ومجالس رابطة الاعتماد. 
7. أن تشارك رابطة الاعتماد في التقييم والمراجعة المنتظمين لمعاييرها وعملية الاعتماد، وتطلب تقارير من المدارس والفرق الزائرة عن تجربتها مع العملية. 8. أن تعيّن رابطة الاعتماد هيئة اتخاذ القرار المكلفة بالإشراف على عملية التقييم والاعتماد واتخاذ القرارات النهائية بشأن الاعتماد. 
9. أن تقوم عملية الاعتماد بفحص المدرسة بأكملها، بما في ذلك جميع الأقسام والبرامج المدرجة في عملية الاعتماد. 10. هناك إجراء - متاح للجمهور ومفسر بشكلٍ واضح - لدى رابطة الاعتماد للتعامل مع الشكاوى من أن المدارس المعتمدة لا تستوفي المعايير. 11. تعتمد عملية الاعتماد على المعايير الشاملة التي يجب على المدارس استيفائها. وتتناول المعايير جميع مجالات الحياة المدرسية، بما في ذلك ما يلي: المهمة، والحكم، والتمويل، والبرنامج، ومجتمع المدرسة، والإدارة، والتطوير، والالتحاق، والعاملين، والصحة والسلامة، والمرافق، وخدمات الطلاب، والثقافة المدرسية، والحياة السكنية (حيثما ينطبق ذلك). 12. تتطلب المعايير من المدارس إجراء تقييم مدروس لتقدم الطالب الفردي بما يتفق مع مهمة المدرسة. 
13. تتطلب المعايير من المدرسة تقديم دليل على أنها عملية مدروسة تحترم مهمتها، لاتخاذ قرارات مستنيرة تعتمد على البيانات (الداخلية والخارجية) حول تعلم الطلاب. 14. تتطلب المعايير من المدرسة أن تثبت أن برامجها وممارساتها التعليمية وثقافتها المؤسسية مستنيرة بالبحوث ذات الصلة بكيفية تعلم الطلاب، والمعرفة والقدرات التي يحتاجون إليها ليعيشوا حياة هادفة وبناءة. 
15. إن عملية الدراسة الذاتية هي عملية تداولية، ويعكس تقرير الدراسة الذاتية الحكم المدروس للمجتمع المهني للمدرسة. 16. أن تشارك شريحة واسعة من المجتمع (بما في ذلك جميع أعضاء هيئة التدريس والموظفين، وكذلك أعضاء مجلس الإدارة وغيرهم في المجتمع، حسب مقتضى الحال) في إعداد الدراسة الذاتية. 
17. أن تشمل الدراسة الذاتية التفكير والتحليل الذاتي بالإضافة إلى الوصف، وتحديد نقاط القوة والضعف، وتقييم مدى امتثال المدرسة للمعايير، والتوافق بين برنامجها ورسالتها، والتوازن بين توثيق المساءلة ومعايير رابطة الاعتماد مع التركيز على تحسين المدرسة، وستوفر المدرسة جميع المستندات المطلوبة في الوقت المناسب. 
18. أن تعيّن رابطة الاعتماد رئيس الفريق الزائر الذي سيكون مسؤولاً عن اتباع إرشادات رابطة الاعتماد، وضمان فعالية الفريق الزائر، وحماية نزاهة العملية. 19. أن تعيّن رابطة الاعتماد فريقًا زائرًا لإجراء زيارة للموقع أثناء سير الدراسة. 
20. أن تدرك رابطة الاعتماد ظروف المدرسة ومجموعة كاملة من المعايير في تحديد الحجم واختيار أعضاء الفريق الزائر. 21. أن يتلقى الفريق الزائر مواد مسبقة في الوقت المناسب وتصل إلى المدرسة معدة بالكامل. 
22. أن يراقب الفريق الزائر البرنامج ويقابل موظفي المدرسة، والأمناء، والطلاب، وأولياء الأمور، وغيرهم حسب مقتضى الحال. وإنه يتحقق من صحة الدراسة الذاتية، وتقييم امتثال المدرسة للمعايير، وكتابة تقرير مع الإطراء والتوصيات التي يتم إرسالها إلى رابطة الاعتماد وإلى المدرسة في الوقت المناسب. ويكون التقرير سري باستثناء ما تأذن به المدرسة، ويجب أن يتبع أي نشر لجزء من أجزاء التقرير أو كله - للجمهور - إرشادات رابطة الاعتماد. 
23. أن تكون مدة الزيارة كافية لتحقيق ما سبق. 24. أن يحتفظ أعضاء الفريق الزائر بسرية المعلومات التي يتلقونها ومناقشاتهم أثناء عملية الاعتماد. 
25. أن تتلقى رابطة الاعتماد - أو لجنة تمثيلية - وتستعرض تقرير الدراسة الذاتية وتقرير فريق الزيارة، وتحدد حالة اعتماد المدرسة، وتحدد الإجراءات المناسبة، وتضع جدولاً للتقارير والزيارات المستقبلية. وتتاح للمدرسة فرصة للرد على تقرير اللجنة الزائرة قبل اتخاذ رابطة الاعتماد إجراءات بشأن اعتمادها. 
26. أن تقوم رابطة الاعتماد بإخطار رئيس مجلس الإدارة ومدير المدرسة بالقرارات المتعلقة باعتماد المدرسة.

## روابط خارجية
- الرابطة الوطنية للمدارس المستقلة